# Charles Wright (botaniste)
Pour les articles homonymes, voir Charles Wright et Wright.
Charles Wright est un botaniste américain, né le 29 octobre 1811 à Wethersfield et mort le 11 août 1885 dans cette même ville.

## Biographie
Il est le fils de James Wright et de Mary, née Goodrich. Il fait ses études à Yale et commence à enseigner, en 1835, des écoles du Mississippi et de l’est du Texas. À partir de 1845, il enseigne à Rutersville.
Il se joint à l’armée américaine lors de son expédition qui va de San Antonio à El Paso durant l’été 1849. Il récolte de nombreuses plantes qu’il fait parvenir à Asa Gray (1810-1888). Il est le botaniste de plusieurs expéditions : à la frontière mexicaine en 1851-1852, dans le nord de la côte du Pacifique en 1852, en Afrique du Sud, Hong Kong, îles Loo Choo, Japon de 1853 à 1856. De 1856 à 1867, il est à la tête d'une mission scientifique à Cuba. À partir de 1868, il dirige l’herbier de Cambridge. De 1875 à 1876, il est bibliothécaire de l’Institut Bussey.

## Hommages
Le cactus Mammillaria wrightii, par exemple, a été baptisé en son honneur par Engelmann.